# لوانغ برابانغ
لوانغ برابانغ أو لوانجفرابانج (لاو:ຫຼວງພຣະບາງ) مدينة تاريخية تقع شمال وسط لاوس وتبعد حوالي 425 كيلومترا عن عاصمة لاوس فينتيان وتعتبر لوانغ برابانغ عاصمة محافظة لوانغ برابانغ كانت المدينة سابقا عاصمة مملكة لوانغ برابانغ اختيرت المدينة في عام 1995 من قبل مظمة اليونسكو باعتبارها موقع من المدن التراثية العالمية
كانت لوانغ برابانغ وفينتيان تُعدَّان عاصمتين للاوس، وذلك حتى عام 1975 م. وكانت لوانغ برابانغ تسمّى العاصمة الملكية حيث بني بها قصر الملك. وفي عام 1975 م استولى الشيوعيون على لاوس وألغوا الملكية. وبذلك أصبحت فيانتيان هي العاصمة الوحيدة للبلاد.

## النقل
يربط مطار لوانغ برابانغ الدولي المدينة برحلات داخلية ودولية منها تايلاند وكمبوديا وفيتنام

## السياحة
تعتبر لوانغ برابانغ من أهم المناطق السياحية في لاوس حيث تصنف على أنها مركز من مراكز التراث العالمي .

## صور

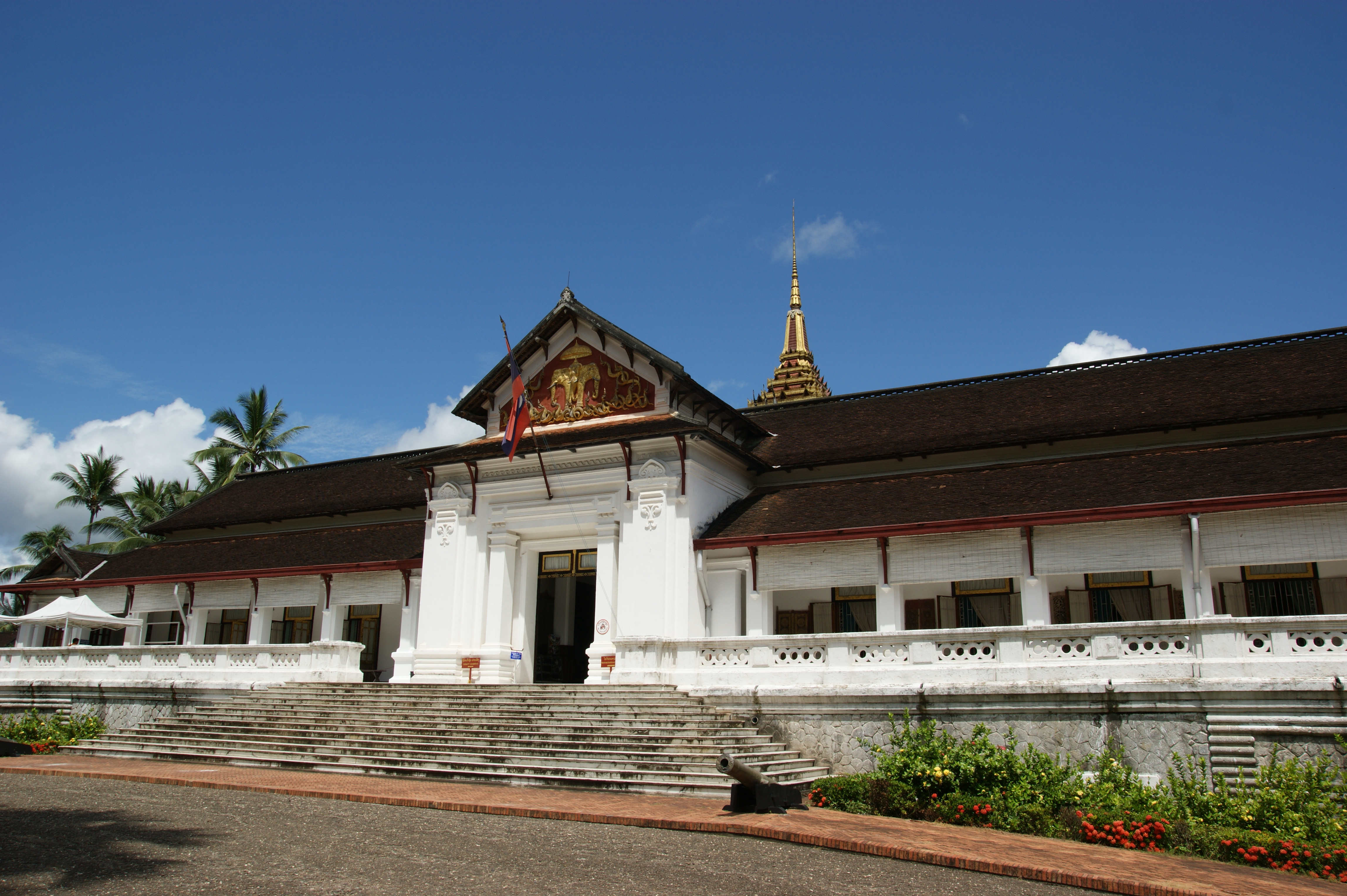
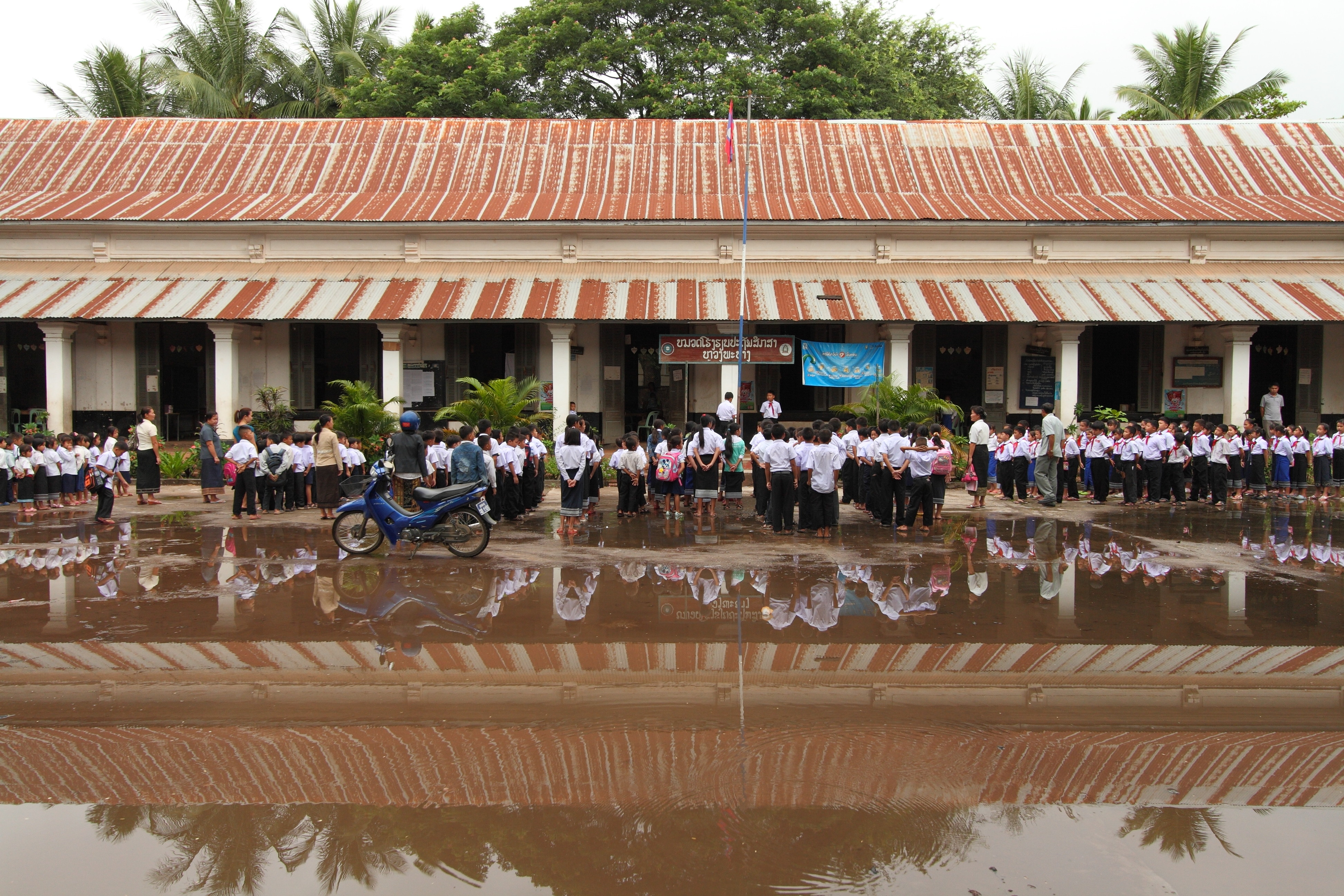
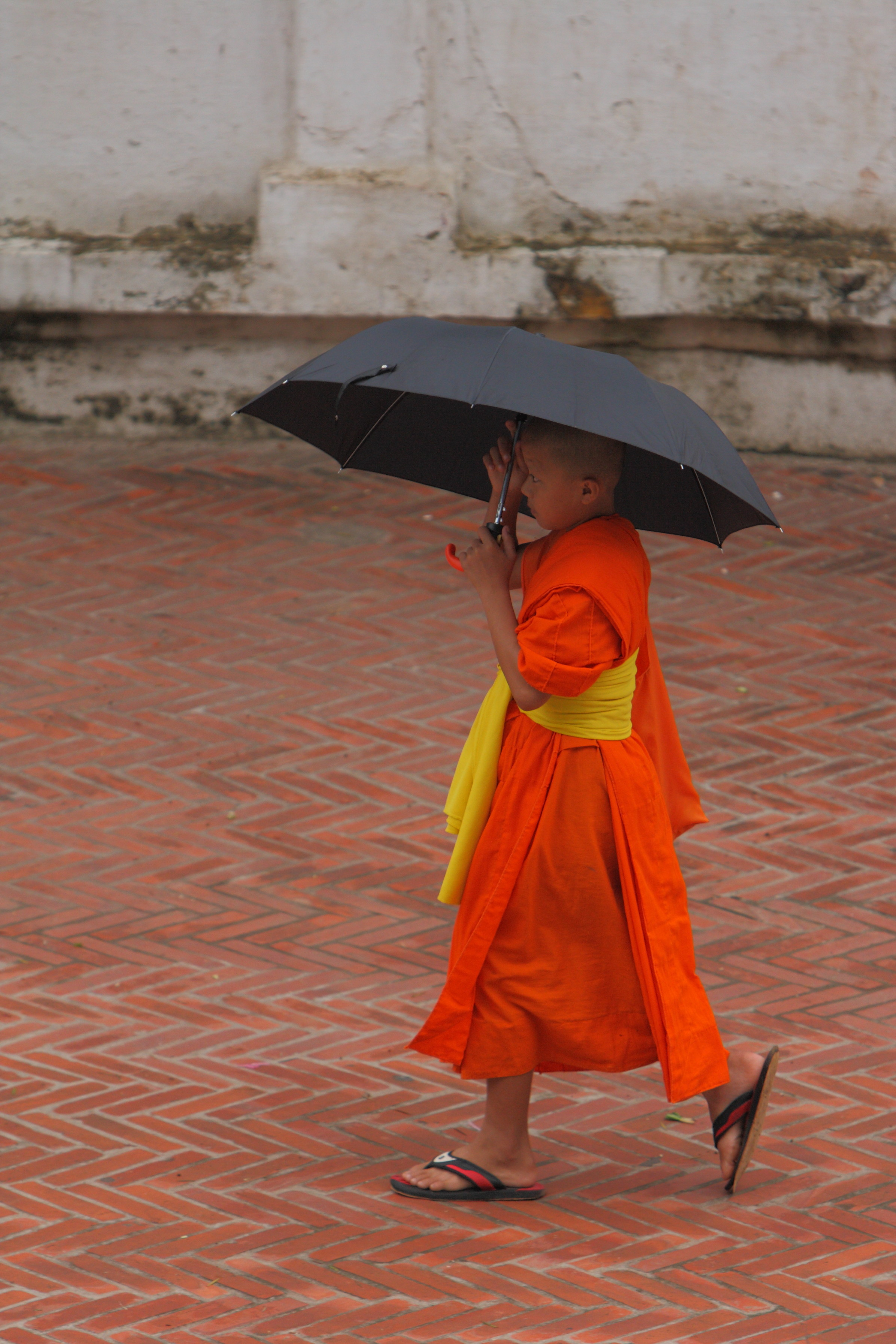
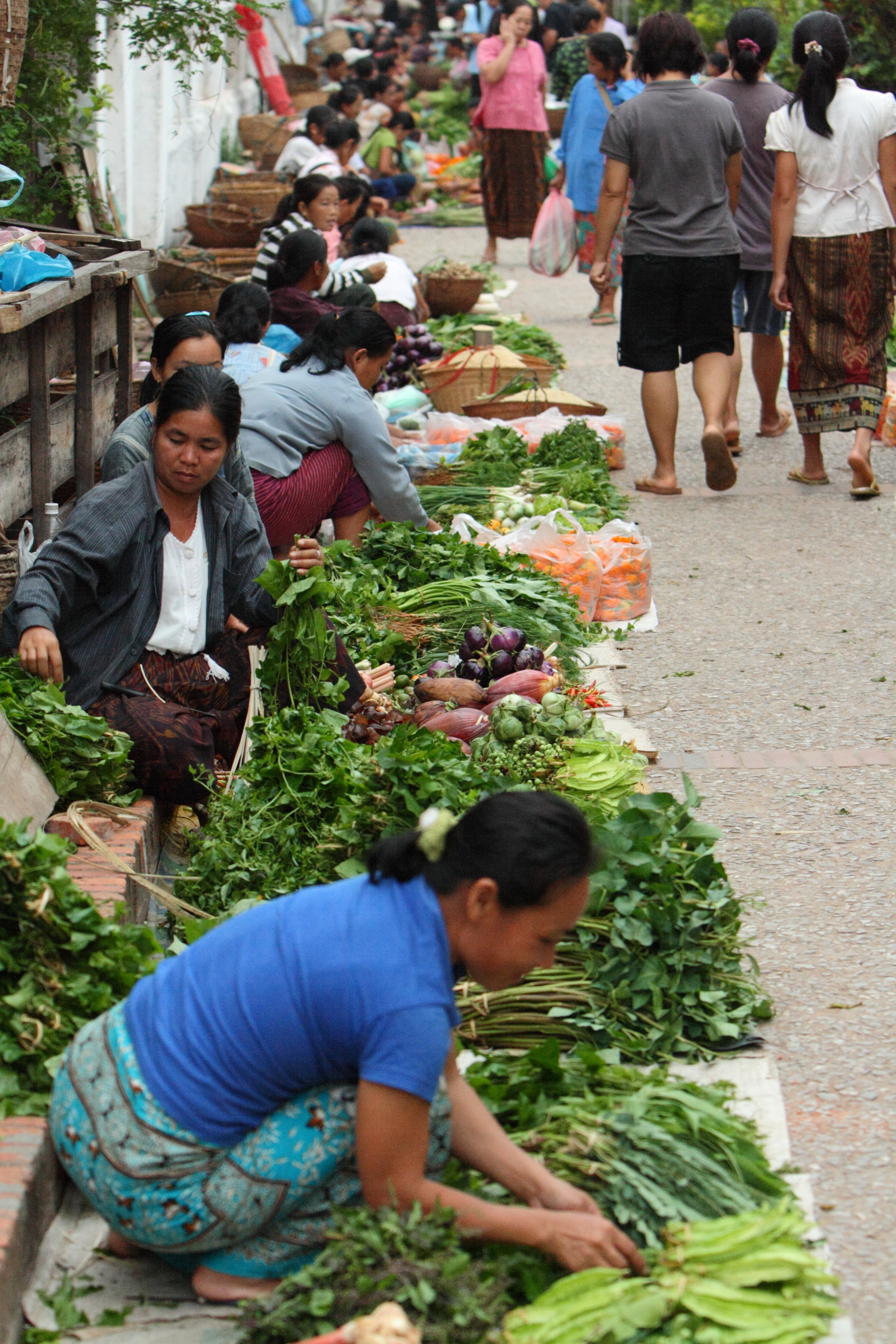
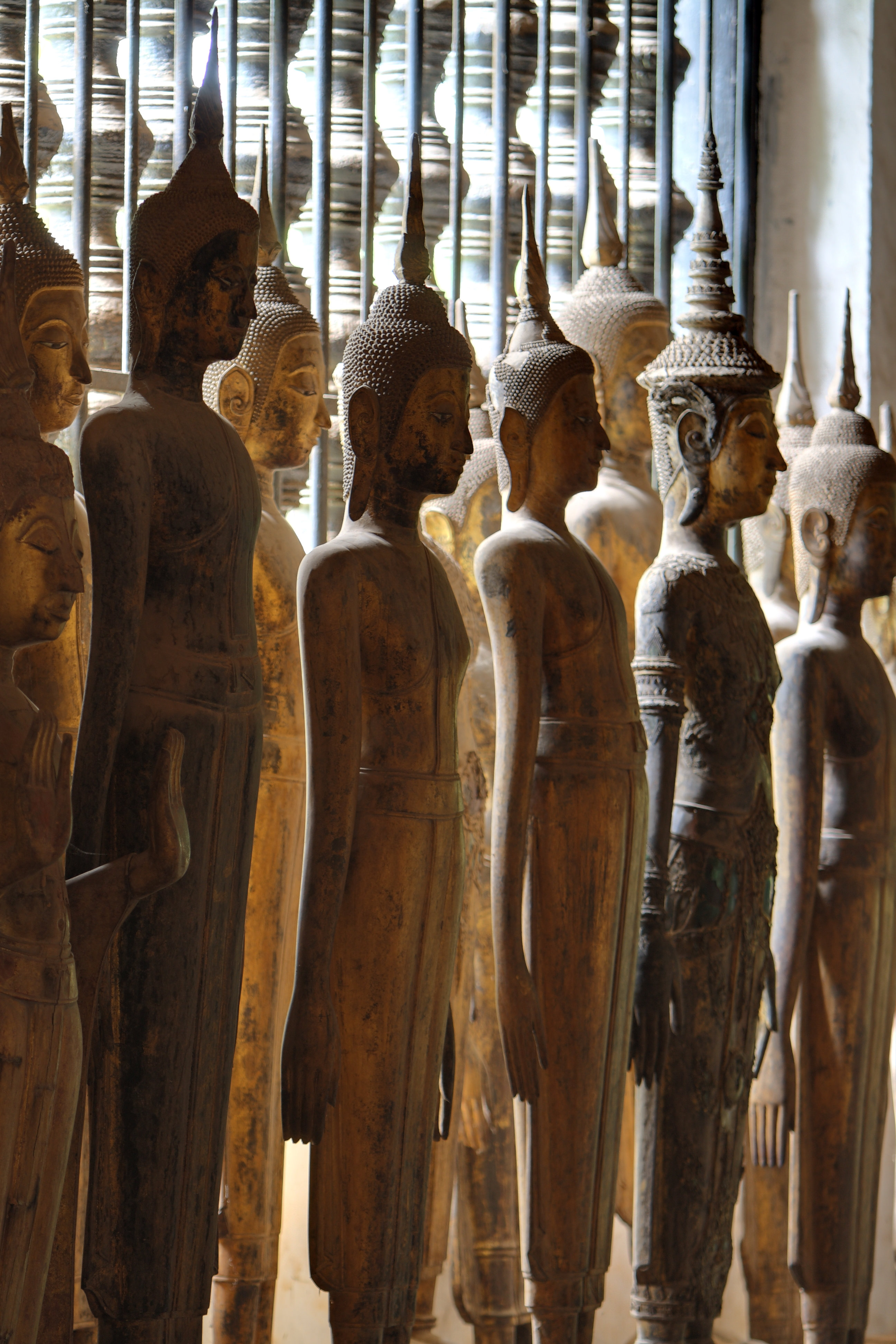

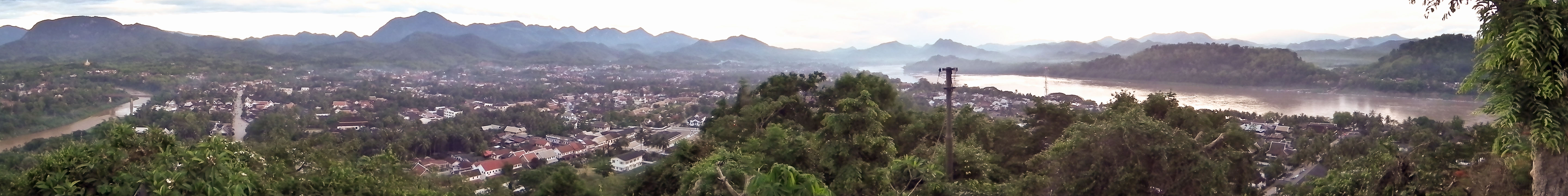
منظر من جبل فوى سي

## التوأمة
- باغان، مينامار (2009) نسخة محفوظة 8 فبراير 2021 على موقع واي باك مشين.

## أعلام
- سيسافانغ فونغ
- سوفانوفونج
- لامناو سينغتو
- سوفانا فوما
- سيسافانغ فاثانا